# Paphiopedilum mastersianum
Paphiopedilum mastersianum là một loài lan phân bố từ Lesser Sunda Islands đến Maluku.